# Christine Pamp
Ulla Christine Pamp, född 23 mars 1964, ordförande för svenska Amnesty 1993-1996 samt 2004-2007 då hon valdes in i Amnestys internationella styrelse, IEC (International Executive Committee). Vice ordförande i IEC 2009-2011. Ordförande för Amnesty Internationals högsta beslutande möte (International Council Meeting / Global Assembly Meeting) från 2015-2018. Har arbetat som utbildare inom hästhantering och ledarskap, som skribent och fotograf samt med webbdesign. Grundade it-företaget Infinit AB med dåvarande maken Joakim Jardenberg. Jobbar numer på Apple Retail Marketing. Tävlar i westernridning och deltog bland annat i SM och EM för American Paint Horses 2006.